# Chaceon alcocki
Chaceon alcocki is een krabbensoort uit de familie van de Geryonidae. De wetenschappelijke naam van de soort is voor het eerst geldig gepubliceerd in 1993 door Ghosh & Manning.